# Bậc thầy lối sống
Bậc thầy lối sống chuyên tư vấn cho mọi người cách làm thế nào để tự giúp mình trở nên hạnh phúc hơn nhờ những thay đổi trong lối sống. Bậc thầy lối sống vốn là một nghề do một vài người nổi tiếng như Cherie Blair và Madonna truyền bá vào những năm 1990 - 2000.
Những ví dụ nổi bật về bậc thầy lối sống có nhà tư vấn Carole Caplin vốn làm việc như một bậc thầy lối sống cho gia đình Blair của cựu Thủ tướng Anh.

## Chỉ trích
Những năm gần đây, các bậc thầy lối sống phải hứng chịu chỉ trích nặng nề, hầu hết đều liên quan tới tính hữu ích của họ. Những chỉ trích khác tập trung vào việc cho rằng họ là biểu hiện của tính lờ mờ không rõ ràng trong xã hội ngày nay.
Giáo sư Frank Furedi, giảng viên xã hội học tại Đại học Kent, là nhà phê bình nổi tiếng về các bậc thầy lối sống. Các bậc thầy lối sống bị chỉ trích vì thuyết giảng những quan niệm phản khoa học và còn ảnh hưởng đến dư luận.
Tiêu đề bài báo năm 2017 trên trang Vox tố cáo các bậc thầy phát triển cá nhân tất cả đều là "lừa dối" (smoke and mirrors), "chiêu đạo đức giả" và "trò nhảm nhí" để kiếm ra tiền từ việc bán sản phẩm như sách hay bài giảng.